# Sicista loriger
Sicista loriger är en gnagare i släktet buskmöss som förekommer i östra Europa vid Svarta havet. Populationen infogades en längre tid som underart eller synonym i stäppmusen (Sicista subtilis). I samband med taxonomiska revisioner som utfördes omkring 2010 godkändes Sicista loriger som art.

## Utseende
Med en kroppslängd (huvud och bål) av 5,3 till 7,8 cm och en svanslängd av 6 till 9 cm är arten lite mindre än stäppmusen men den blir med 7,6 till 12,1 g lika tung. Bakfötterna är 1,3 till 1,7 cm långa och öronen är 1,0 till 1,4 cm stora. Grundfärgen av ovansidans päls är gulgrå till gråbrun och på ryggens topp förekommer en bredare svartaktig längsgående strimma. På varje sida om strimman har flera exemplar en mer eller mindre tydlig beige färgad strimma. Sicista loriger har en vitaktig eller sällan en ljus gulgrå undersida.

## Utbredning
Det bekräftade utbredningsområde sträcker sig från östra Rumänien över södra Ukraina till ryska regioner vid Svarta havet. Kanske når denna gnagare Moldavien och nordöstra Bulgarien. Sicista loriger vistas i stäpper med några buskar och i gräsmarker med örter som inte brukas av människor. Ibland besöks skogens kanter, skogsgläntor och jordbruksmark.

## Ekologi
Arten har bra rörelseförmåga i växtligheten och den klättrar ofta på större växters stjälkar med svansen som stöd. Den kan utföra längre hopp. Individerna vilar i underjordiska bon som skapades av andra gnagare samt i naturliga håligheter mellan stenar eller rötter. Sicista loriger äter främst leddjur utan håriga utskott. Fortplantningstiden börjar efter vinterdvalan i april och de flesta registrerade honor var dräktiga i maj eller juni. Ibland förekommer dräktiga honor fram till augusti. Den enda kullen per år har 2 till 8 ungar. Även honor som föds tidig under våren har ingen kull under samma år.
Sicista loriger vilar på dagen och är aktiv under skymningen och natten. I äldre avhandlingar påpekades att arten är känslig för starkt regnfall och kallt väder under sommaren men det bekräftas inte av nyare undersökningar. Arten håller liksom andra buskmöss från senare hösten till mitten av april vinterdvala. Allmänt sover honor två veckor längre än hannarna.

## Taxonomi
Individerna som Wilhelm Engelhard Nathusius använde för artens beskrivning fångades under 1830-talet av Alexander von Nordmann i dagens Ukraina. Nordmann själv etablerade 1840 för arten släktet Sminthus. Två andra forskare beskrev senare under 1840 samma art som Sminthus nordmanni utan vetskap av den första beskrivningen. Släktnamnet Sicista för buskmöss etablerades redan 1827 och Sminthus blev ett synonym. Under stora delar av 1900-talet betraktades taxonet som en underart till stäppmusen (Sicista subtilis). Genetiska undersökningar visade att Sicista loriger har en diploid kromosomuppsättning med 26 kromosomer (2n = 26) medan värdet för Sicista subtilis är 2n = 24. Dessutom är en taggliknande utskott på hannens penis hos Sicista loriger längre (över 2 mm) än hos Sicista subtilis (1 till 2 mm). Sicista loriger är närmast släkt med Sicista trizona, som är den andra arten som skildes under 2010-talet från stäppmusen.

## Status
Lämpliga biotoper förekommer bara glest fördelad i utbredningsområdet och effekten ökar på grund av framskridande urbanisering. IUCN listar Sicista loriger som sårbar (VU).